# Tillandsia 'Laurie'
Tillandsia 'Laurie' es un cultivar híbrido del género Tillandsia perteneciente a la familia Bromeliaceae.
Es un híbrido creado  con la especie Tillandsia brachycaulos × Tillandsia schiedeana.